# Снеллиус (лунный кратер)
Кратер Снеллиус (лат. Snellius) — большой древний ударный кратер в южном полушарии видимой стороны Луны. Название присвоено в честь голландского математика, физика и астронома Виллеброрда Снелла (Снеллиуса) (1591—1626) и утверждено Международным астрономическим союзом в 1935 г. Образование кратера относится к нектарскому периоду.

## Описание кратера
Ближайшими соседями кратера Снеллиус являются кратер Рейхенбах на западе-юго-западе; кратер Борда на западе-северо-западе; кратер Роттсли на севере; кратер Петавий на северо-востоке; кратер Хазе на востоке; кратер Фурнерий на юго-востоке и кратер Стевин на юге-юго-западе. Вдоль кратера, пересекая его юго-западную часть, проходит долина Снеллиуса . Селенографические координаты центра кратера 29°20′ ю. ш. 55°42′ в. д. / 29,33° ю. ш. 55,7° в. д., диаметр 86,0 км, глубина 3830 м.
Кратер Снеллиус имеет близкую к циркулярной форму с небольшой впадиной в западной части и практически полностью разрушен. Вал почти сравнялся с окружающей местностью и превратился в кольцо одиночных хребтов и холмов, лучше всего сохранился в западной части. Дно чаши пересеченное, за исключением более ровной северо-западной части. Южнее центра чаши находятся несколько невысоких параллельных хребтов.

## Сателлитные кратеры
| Снеллиус | Координаты                                            | Диаметр, км |
| -------- | ----------------------------------------------------- | ----------- |
| A        | 27°26′ ю. ш. 53°41′ в. д. / 27,43° ю. ш. 53,68° в. д. | 34,5        |
| B        | 30°10′ ю. ш. 53°13′ в. д. / 30,16° ю. ш. 53,21° в. д. | 25,3        |
| C        | 29°01′ ю. ш. 51°25′ в. д. / 29,02° ю. ш. 51,41° в. д. | 8,7         |
| D        | 28°43′ ю. ш. 51°28′ в. д. / 28,71° ю. ш. 51,46° в. д. | 8,1         |
| E        | 28°03′ ю. ш. 51°30′ в. д. / 28,05° ю. ш. 51,5° в. д.  | 11,9        |
| X        | 27°25′ ю. ш. 54°57′ в. д. / 27,41° ю. ш. 54,95° в. д. | 9,1         |
| Y        | 25°44′ ю. ш. 52°13′ в. д. / 25,74° ю. ш. 52,21° в. д. | 11,1        |

- Кратер Снеллиус и сателлитный кратер Снеллиус B включены в список кратеров с яркой системой лучей Ассоциации лунной и планетарной астрономии (ALPO)[5].
- Образование сателлитного кратера Снеллиус A относится к нектарскому периоду[1].

## См.также
- Список кратеров на Луне
- Лунный кратер
- Морфологический каталог кратеров Луны
- Планетная номенклатура
- Селенография
- Минералогия Луны
- Геология Луны
- Поздняя тяжёлая бомбардировка